# Fantazija za klavir, zbor i orkestar
Fantazija za klavir, zbor i orkestar u c-molu op. 80, poznata i kao Zborska fantazija (izvorno njemački Fantasie für Klavier, Chor und Orchester; Chorfantasie), skladba je Ludwiga van Beethovena iz 1808. godine. Stihove je napisao Christoph Kuffner. Djelo ima odlike klavirske fantazije, klavirskog koncerta i kantate. Smatra se pretečom "Ode radosti".

## Nastanak
Ludwig van Beethoven je čuveni njemački skladatelj i pijanist iz razdoblja prelaska klasicizma u romantizam. Smatra se jednim od najvećih skladatelja svih vremena. Prvi je značajni skladatelj koji je radio kao "slobodni umjetnik", bez stalnog zaposlenja kod Crkve ili aristokracije. U glazbu je uveo brojne inovacije (npr. proširenje struktura i razvojnih sekcija, ritmičke figure, veličina orkestra, uvođenje zbora u simfoniju). Napisao je preko 300 djela simfonijske, scenske, komorne, instrumentalne i vokalne glazbe, a mnoga od njih kad je počeo gubiti sluh (od 1796.), pa i nakon skoro potpune gluhoće (iza 1819. godine). Svakako najpoznatije njegovo djelo je Deveta simfonija i "Oda radosti" iz nje, koja je 1972. godine prihvaćena kao himna Vijeća Europe, a potom 1995. i kao europska himna. Za Fantaziju za klavir, zbor i orkestar, nastalu desetljeće prije, može se reći da je preteča Ode radosti.
Beethoven je 22. prosinca 1808. godine u bečkom "Kazalištu na Wienu" (Theater an der Wien) održao veliku akademiju na kojoj su izvedena isključivo njegova djela. S, po današnjim standardima, neshvatljivim trajanjem od skoro četiri sata, akademija je upamćena po premijernom izvođenju triju njegovih značajnih djela (Pete i Šeste simfonije i Klavirskog koncerta br. 4). I ostatak programa sadržavao je potpuno nova djela koja do tada nisu javno izvođena niti objavljena. Beethoven je bio dirigent i solist na klaviru.
Program akademije bio je:
- Simfonija br. 6 u F-duru op. 68
- Scena i arija za sopran i orkestar Ah perfido op. 65
- Gloria, drugi stavak Mise u C-duru op. 86
- Koncert za klavir i orkestar br. 4 u G-duru op. 58
- Simfonija br. 5 u c-molu op. 67
- Sanctus, četvrti stavak Mise u C-duru op. 86
- Improvizacija Fantazije za klavir op. 77
- Fantazija za klavir, zbor i orkestar u c-molu op. 80

Bethoven je Fantaziju za klavir, zbor i orkestar zamislio kao efektno finale akademije: solistička klavirska fantazija kojoj se pridružuje orkestar, a zatim i vokalni solisti i zbor iz Mise.
Mnogi izvještaji s Beethovenove akademije navode lošu kvalitetu izvedbe, za što je uzrok nesretno poklapanje više okolnosti. Najbolji glazbenici nastupali su iste večeri u Dvorskom kazalištu u Beču (Burgtheater) gdje je izveden koncert u korist Fonda za udovice i siročad glazbenog društva, tako da sa zamjenskim glazbenicima Beethoven nije imao dovoljno proba. Koncert je održan u dvorani bez grijanja, što je uz predugo trajanje vjerojatno utjecalo na koncentraciju umjetnika. Beethoven je fantaziju skladao neposredno pred akademiju, a na koncertu je uvodnu solističku dionicu improvizirao, kad se i desio najveći peh akademije: zbog neuvježbanosti i nesuglasja orkestra te Beethovenove greške kod ponavljanja prve dionice dok je orkestar svirao drugu, fantazija je bila prekinuta i izvedena od početka.
Izdavačka kuća Breitkopf & Härtel objavila je Fantaziju 1811. godine i bez Beethovenovog pristanka posvetila ju bavarskom kralju Maksimilijanu Prvom.

## Tekst
Muzikolozi se ne slažu oko autora teksta. Najčešće se kao relevantan izvor navodi pismo Beethovenovog učenika Carla Czernyja u kome kao autora navodi Christopha Kuffnera.
| njemački tekst | slobodan prijevod |
| Schmeichelnd hold und lieblich klingen unsers Lebens Harmonien, und dem Schönheitssinn entschwingen Blumen sich, die ewig blüh’n.     | Laskavo, ljupko i milo zvuče harmonije našeg života, a osjećaju ljepote klanja se cvijeće koje vječno cvjeta.                      |
| Fried und Freude gleiten freundlich wie der Wellen Wechselspiel; was sich drängte rauh und feindlich, ordnet sich zu Hochgefühl.      | Mir i radost prijatno klize kao valovi na žalu; sve što stremi grubosti i neprijateljstvu, pretvara se u ushićenje.                |
| Wenn der Töne Zauber walten und des Wortes Weihe spricht, muss sich Herrliches gestalten, Nacht und Stürme werden Licht,              | Kad tonovima čari vladaju i posvećenje riječi govori, mora se razviti veličanstvenost, noć i oluje postaju svjetlost,              |
| äuß’re Ruhe, inn’re Wonne, herrschen für den Glücklichen. Doch der Künste Frühlingssonne lässt aus beiden Licht entsteh’n.            | vanjski mir, unutarnje blaženstvo, vladaju nad sretnicima. A umjetnost proljetnog sunca čini da se obje svjetlosti uzdižu.         |
| Großes, das ins Herz gedrungen, blüht dann neu und schön empor, hat ein Geist sich aufgeschwungen, hallt ihm stets ein Geisterchor.   | Veličina koja je stegnuta u srcu cvjeta tada nova i lijepa uvis, duh se uzdiže, i odjekuje u duhovnom zboru.                       |
| Nehmt denn hin, ihr schönen Seelen, froh die Gaben schöner Kunst. Wenn sich Lieb und Kraft vermählen, lohnt dem Menschen Göttergunst. | Onda veselo vašom blagorodnošću prihvatite darove lijepe umjetnosti. Kad se ljubav i snaga ujedine Božja milost nagradit će ljude. |

## O glazbi
Orkestracija: solo klavir, 2 flaute, 2 oboe, 2 klarineta, 2 fagota, 2 roga, 2 trube, timpani, solisti (2 soprana, alt, 2 tenora, bariton) i zbor, gudači
Tonalitet: c-mol
Fantazija je praktički jednostavačno djelo. Sastoji se od dviju cjelina koje se izvode bez pauze (attacca).
Prva, manja cjelina ukupno ima 26 taktova i predstavlja virtuoznu solističku kadencu, koju je Beethoven improvizirao na premijeri. Takt je 4/4 u tempu Adagio.
Bez pauze u izvođenju slijedi veća cjelina od skoro 600 taktova označena kao "Finale". Podijeljena je u nekoliko sekcija s promjenjivim tempom:
- Allegro, također 26 taktova, instrumentalne varijacije u 4/4 taktu, c-mol
- Meno allegro u 2/4 taktu, C-dur, u kojoj je tema koju je Beethoven preuzeo iz svoje ranije pjesme Gegenliebe (Uzajamna ljubav)
- Allegro molto u 4/4 taktu, c-mol, varijacija s koncertantnim klavirom
- Adagio ma non troppo u 6/8 taktu, A-dur, lirska varijacija
- Marcia, assai vivace u 2/4 taktu, F-dur, varijacija u ritmu marša koji podsjeća na turski marš iz Devete simfonije
- Allegro, u 4/4 taktu, c-mol, varijacija teme kao uvod u dio s vokalima
- Allegretto ma non troppo quasi andante con moto u 2/4 taktu, C-dur, počinje u 398. taktu uz sudjelovanje vokala
- Presto u 4/4 taktu, C-dur.

Uobičajeno trajanje Fantazije je oko 19 minuta.

## Zborska fantazija i Deveta simfonija
Zborska fantazija smatra se pretečom Devete simfonije, odnosno "Ode radosti" iz nje. Deveta simfonija koristi nekoliko osobina Fantazije: slična je glavna tema, s nizom varijacija orkestra i zbora ponavlja temu, a i tekst je sličan po veselom i optimističnom karakteru.

## Napomena
1. ↑  Netočan je naziv "Koralna fantazija" na koji se često nailazi u kraćem naslovu Beethovenovog djela. U izvornom kraćem nazivu Chorfantasie riječ Chor znači (pjevački) zbor, odnosno, Chorfantasie znači "Zborska fantazija" ili "Fantazija za zbor". Pridjev "koralni" odnosi se na koral, posebnu vrstu liturgijskog zbornog pjevanja (koral na njemačkom jeziku je Choral i ne javlja se u naslovu). "Zborska fantazija" ima odlike slobodno spjevane kantate.